# Økonomiaftale
Økonomiaftale betegner en politisk aftale, som Finansministeriet årligt indgår om kommunernes og regionernes økonomi i det kommende år efter forhandlinger med interesseorganisationerne KL og Danske Regioner.

## Historie
Økonomiaftalerne er indgået siden 1980'erne og indeholder rammerne for kommunernes og regionernes serviceudgifter (velfærdsproduktion) og anlægsudgifter samt eventuel yderligere finansiering. Aftalerne kan indeholde midler til at løfte et givent område, enten i form af øremærkede midler eller et generelt løft af bloktilskuddet. For kommunernes vedkommende indeholder aftalen desuden målsætninger for kommunernes skatteudskrivning. De seneste års aftaler har desuden indeholdt nogle henstillinger om politiske og økonomiske prioriteringer i kommuner og regioner såsom mål for den faglige udvikling eller tilrettelæggelse af opgaverne.
Formålet med økonomiaftalerne er at afstemme kommunernes og regionernes forbrug af midler med den øvrige del af den offentlige sektor og den samlede finanspolitik, således at der tages højde for statens makroøkonomiske udgiftsstyring.
Aftalerne er ikke juridisk forpligtende for den enkelte kommune eller region. Den samlede overholdelse beror på, at kommuner og regioner anerkender aftalen. Overskridelser vil være med til at underminere systemet, og kan føre til, at regeringen vælger at lade Folketinget vedtage rammerne for kommunernes og regionernes økonomi.
Budgetloven betyder, at der er udgiftslofter for henholdsvis stat, kommuner og regioner. Det betyder, at nettodriftsudgifterne til service har en øvre grænse. Der er i den sammenhæng indført sanktionsmekanismer, der kan træder i kraft, hvis kommunerne overskrider den samlede ramme for servicedugifterne. Lignende mekanismer findes på anlægsområdet.
Før strukturreformen foregik forhandlingerne om kommunernes økonomi mellem KL, Amtsrådsforeningen samt Københavns Kommune og Frederiksberg Kommune da disse havde dobbeltstatus som både amt og kommune.